# Ihor Bobovyč
Ihor Mychailovyč Bobovyč (in ucraino Ігор Михайлович Бобович?, traslitterazione anglosassone: Ihor Mykhailovych Bobovych; Černihiv, 18 novembre 1975) è un ex calciatore ucraino, di ruolo centrocampista o ala.

## Carriera

### Club
Ihor ha iniziato a giocare nel 1992 per il Junist Černihiv, Chimiki Černihiv e Tekstylnyk Černihiv. Nel 1993 inizia la sua carriera al livello professionale per Desna Černihiv dove milita per 5 stagione. Gioca anche per il Nyva Vinnycja, Polіssja Žytomyr, Smarhon' per chiudere la sua carriera da calciatore nel Polissya Dobryanka.

## Dopo il ritiro
Dal 2008 al 2012 ha allenato la Polissya Dobryanka. Nel 2009 è stato nominato allenatore del Junist Černihiv.